# Kenji Ōba (calciatore)
Kenji Ōba (大場 健史?, Ōba Kenji; Prefettura di Kanagawa, 14 agosto 1967) è un ex calciatore giapponese, di ruolo difensore.
Scese sui campi della massima divisione giapponese in 49 occasioni.